# Neuhausen ob Eck
Pour les articles homonymes, voir Neuhausen et Eck.
Neuhausen ob Eck est une commune de Bade-Wurtemberg (Allemagne), située dans l'arrondissement de Tuttlingen, dans le district de Fribourg-en-Brisgau.